# Guglielmo Felice Damiani
Guglielmo Felice Damiani (Morbegno, 25 ottobre 1875 – Napoli, 23 ottobre 1904) è stato un poeta e critico letterario italiano.

## Biografia
Dopo aver studiato a Como e all'Università degli Studi di Pavia, ha insegnato a Celana, Mortara e poi a Napoli.
Studiò con grande rigore il poeta postellenistico Nonno di Panopoli e il Giovan Battista Marino, noto poeta barocco da cui scaturisce la sua opera di maggior pregio: Studio sopra la poesia del cavalier Marino.
Poeta gentile e malinconico, ha pubblicato una raccolta di idilli intitolata Le due fontane (1899) e la raccolta di versi La casa paterna (1903).
Morì appena ventinovenne a Napoli il 23 ottobre 1904. Dopo la sua morte fu il poeta chiavennasco Giovanni Bertacchi a raccoglierne le poesie e a pubblicarle, assieme a degli inediti, in due volumi intitolati Lira spezzata (1907 e 1912).

## Opere principali
- Sopra la poesia del cavalier Marino, Torino, Carlo Clausen, 1899
- L'ultimo poeta pagano: Nonno da Panopoli, Milano, Paravia, 1902
- La casa paterna, Milano-Palermo-Napoli, Remo Sandron, 1903
- Lira spezzata. Raccolta postuma di versi a cura e con prefazione di Giovanni Bertacchi, 2 voll., Bologna, Zanichelli, 1907-1912